# Rheinisches Archiv für Künstlernachlässe
Das Rheinische Archiv für Künstlernachlässe (RAK) ist eine im Jahr 2007 gegründete Stiftung bürgerlichen Rechts mit Sitz in Bonn. Das Archiv bewahrt dokumentarische Vor- und Nachlässe von bildenden Künstlern, Fotografen, Architekten, Kunsthistorikern und Kunstsammlern mit Bezug zu Nordrhein-Westfalen.
Das RAK ist unter anderem Gründungsmitglied des 2017 gegründeten Bundesverbands Künstlernachlässe e.V.

## Geschichte
2007 gründete der Kunsthistoriker Daniel Schütz die Stiftung Rheinisches Archiv für Künstlernachlässe mit Sitz in Bonn. Da für Schütz während Recherchen für seine Magisterarbeit ersichtlich wurde, dass für seine Arbeit wichtige dokumentarische Unterlagen von vielen Künstlernachkommen nicht als forschungsrelevant erkannt und daher entsorgt wurden, besteht der Zweck des Archivs in der Erhaltung dieser Art von Schriftgut. Es dient somit als ein Fundament für die Forschung der rheinischen Kunstgeschichte.
Unterstützung erfuhr er dabei durch die Industriellenwitwe Marianne Lemmerz aus Königswinter. Als Mäzenin des Künstlers Willy Maria Stucke überantwortete sie in diesem Zug dem Archiv seinen bis dahin in ihrer Obhut befindlichen schriftlichen Nachlass.
Ebenso setzte sich der damalige Leiter des Bonner Stadtarchivs, Manfred van Rey, für die Stiftung ein, indem er Lagerungsmöglichkeiten im Stadtarchiv zur Verfügung stellte. Weiterhin in Kooperation mit dem Bonner Stadtarchiv bezog das RAK Anfang 2021 eigene Räumlichkeiten in Bonn-Tannenbusch.

## Bestände
Im Gegensatz zu anderen deutschen Archiven für Künstlernachlässe wie dem Archiv für Künstlernachlässe Mannheim oder dem Archiv für Künstlernachlässe der Stiftung Kunstfonds in Pulheim-Brauweiler hat das RAK sich auf die schriftlichen Vor- und Nachlässe von Künstlern spezialisiert. Das Deutsche Kunstarchiv des Germanischen Nationalmuseums Nürnberg sammelt ebenfalls schriftliche Nachlässe, kann aber „nur etwa drei Prozent der aufzubewahrenden Nachlässe“ fassen.
Das RAK bewahrt unter anderem das umfangreiche schriftliche wie fotografische Archiv des Kölner Kunstvermittlers und Fotografen Dietmar Schneider, die dokumentarischen Nachlässe des Bildhauers Günter Ferdinand Ris, des Malers Norbert Tadeusz oder der Objektkünstlerin Erinna König. Einer der Sammlungsschwerpunkte des Archivs liegt auf der 1919 gegründeten Künstlergruppe Das Junge Rheinland, darunter die Nachlässe von Gründungsmitglied Arthur Kaufmann, Walter Ophey, Jupp Rübsam, Ernst Gottschalk, Heinz May, Jean Paul Schmitz, Gert Wollheim, Amely Dannemann oder Carl Josef Barth.
Zur näheren Erforschung der Bestände gibt das Archiv seit 2009 die Publikationsreihe „annoRAK“ heraus. Des Weiteren gibt diese Auskunft über die Neuzugänge des Archivs sowie über vom RAK veranstaltete Fachtagungen und Symposien.
Es befinden sich (Stand November 2023) etwa 510 laufende Meter an Archivbeständen in den Magazinen mit einer Laufzeit von der Mitte des 19. Jahrhunderts bis in die Gegenwart.